# Kot Puli
Kot Putli fou una antiga pargana que era part del territori del rajà de Khetri, sense tribut; estava separada de la resta del territori i situada a 27° 42′ N, 76° 12′ E / 27.700°N,76.200°E a uns 95 km al nord-est de Jaipur (ciutat) i prop del riu Sabi o Sahibi, riu que marcava la frontera amb Alwar. Agafava el nom de les dos viles principals, Kot (vila) i Putli (poble). La població el 1901 era de 8.439 habitants. A Kot hi havia un fort i altres posicions defensives.
La pargana fou concedida el 1803 per Lord Gerard Lake a Raja Abhai Singh de Khetri, com istimrari amb pagament anual de 20.000 rúpies, en recompensa de serveis militars als britànics especialment un enfrontament entre britànics del coronel Monson i marathes de Daulat Rao Sindhia al riu Chambal. El 1806 la pargana fou concedida lliure de renda a perpetuïtat. El 1857 tropes de Jaipur van ocupar Khetri i van assetjar Kot que també van ocupar així com tota la pargana, però els britànics van rebutjar l'acció i en fou ordenada la restitució. El 1889 es va fer una inspecció especial a petició del raja. El principal producte era el marbre blanc obtingut a Bhainslana, a uns 13 km de Kot.